# Travailler c'est trop dur
Travailler c'est trop dur è una doppia raccolta di Zachary Richard, pubblicata nel 1999 dalla Audiogram Records nel 1999 in formato CD.

## Il disco
La raccolta, in 2 CD, comprende brani pubblicati dal 1976 al 1999 nei precedenti album, con l'aggiunta di tre brani inediti.

## Tracce
Disco 1
1. Madeleine – 3:19 – Tratto dall'album Bayou des mystères
2. On a beau dit – 2:54 – Tratto dall'album Bayou des mystères
3. Réveille – 4:10 – Tratto dall'album Bayou des mystères
4. La chanson des mardi gras – 8:15 – Tratto dall'album Mardi Gras
5. Travailler c'est trop dur – 4:00 – Tratto dall'album Mardi Gras
6. Ma Louisianne – 2:58 – Tratto dall'album Mardi Gras
7. Migration – 6:15 – Tratto dall'album Migration
8. La ballade de Jackie Vautour – 6:20 – Tratto dall'album Migration
9. La ballade de Beausoleil – 9:35 – Tratto dall'album Migration
10. La berceuse créole – 3:34 – Tratto dall'album Migration
11. L'arbre est dans ses feuilles – 3:35 – Tratto dall'album Migration
12. Les flammes d'enfer – 3:04 – Tratto dall'album Allons danser
13. Pauv' 'tit neg' – 4:23 – Tratto dall'album Allons danser

Disco 2
1. Bon temps rouler – 4:00 – Tratto dall'album Live in Montreal
2. Un autre soir ennuyant – 3:49 – Tratto dall'album Live in Montreal
3. Mes souiers rouges – 4:07 – Tratto dall'album Live in Montreal
4. Les ailes des hirondelles – 4:46 – Tratto dall'album Live in Montreal
5. Travailler c'est trop dur – 3:30 – Tratto dall'album Mardi Gras
6. À la radio – 4:34 – Tratto dall'album Vent d'Été
7. Vent d'Eté – 3:16 – Tratto dall'album Vent d'Été
8. Con todo de meus coraçao – 2:28 – Tratto dall'album Vent d'Été
9. Dear Darling – 3:18 – Tratto dall'album Zack Attack
10. Save Me Sarah – 5:00 – Tratto dall'album Zack Attack
11. Zack's Bon Ton – 3:25 – Tratto dall'album Zack's Bon Ton
12. Everytime – 3:56 – Tratto dall'album Mardi Gras Mambo
13. No French No More – 4:09 – Tratto dall'album Women in the Room
14. Snake Bite Love – 4:38 – Tratto dall'album Snake Bite Love
15. Sunset on Lousianne – 4:13 – Versione del brano inedito
16. L'arbre est dans ses feuilles – 6:25 – Versione del brano inedito
17. La ballade de Jean Batailleur – 5:54 – Versione del brano inedito

## Musicisti
- Zachary Richard - voce, accordion, chitarra, pianoforte, armonica